# Franco Cuomo
Pour les articles homonymes, voir Cuomo.
Franco Cuomo, né à Naples le 22 avril 1938 et mort à Rome, ville où il vivait, le 23 juillet 2007, est un écrivain italien du XXe siècle.

## Biographie
Après ses études (licence de droit), Franco Cuomo fait carrière dans le journalisme et la littérature. Grand connaisseur du Moyen Âge, il y situe les romans et les ouvrages historiques qui le feront connaître. Il est deux fois finaliste du très prestigieux Prix Strega, en 1990 avec Gunther d’Amalfi cavaliere templare et en 1997 avec Il Codice Macbeth.
Son dernier roman, Anime perdute. Notturno veneziano con messa nera e fantasmi d’amore est publié en mars 2007, juste après la parution de I Sotterranei del cielo et de Il Tatuaggio. Son récent essai I Dieci, sur les savants italiens qui en 1938 ont signé le Manifesto della razza (« le manifeste de la race »  qui est le prélude à l’introduction des lois raciales dans l’Italie fasciste), connait actuellement un grand succès.
Parmi ses ouvrages de fiction figurent I semidei, une histoire d’espionnage contemporaine qui fait clairement référence aux affaires connues en Italie sous le nom de Tangentopoli, Il signore degli specchi sur la vie de Nostradamus, Scroll sur la légende selon laquelle Shakespeare n’était pas Anglais. Il a aussi produit une saga en cinq volumes sur les origines de l’Europe, Il Romanzo di Carlo Magno et une biographie de Rita da Cascia intitulée Santa Rita degli impossibili où, au-delà de l’hagiographie traditionnelle, il implique la médiévale mystique dans le mystère qui entoure le meurtre de son mari.
Il publie également de nombreux essais : sur la paresse (L’ozio), sur la séduction (Elogio del libertino), sur Oscar Wilde et la décadence victorienne (Chi ha guardato negli occhi della bellezza), sur la tragédie de Béatrice Cenci et sur des thèmes historiques à la limite de l’imaginaire comme Le grandi profezie (les grandes prophéties, de la nuit des temps à aujourd’hui) et sur la Chevalerie (Gli ordini cavallereschi nel mito e nella storia).
Franco Cuomo s'est aussi consacré au théâtre. Ses nombreuses œuvres ont été représentées en Italie et à l’étranger sous la direction de metteurs en scène comme Carmelo Bene, Maurizio Scaparro, Sergio Fantoni et Françoise Petit. Parmi celles-ci, l'on trouve : Faust o Margherita (avec Carmelo Bene), Romeo e Giulietta (avec Carmelo Bene et Roberto Lerici), Compagno Gramsci, Il caso Matteotti, Caterina delle misericordie (Prix Riccione), Nerone (Prix Idi), Giovanna d'Arco e Gilles de Rais (Prix Vallecorsi), Addio amore (Beatrice Cenci, Prix Fondi), Una notte di Casanova (Prix Flaiano) (1984) et le récent Gladiator. 
Il est lauréat de nombreux autres Concours : le Prix Fregene pour le journalisme (1984), le Prix de la Présidence du Conseil pour la Culture (1989), le Ravello (1990), le Vanvitelli (1995), le Blow In (1997).
Il est le traducteur d’Utopia de Thomas More mais aussi celui de nombreux classiques comme Cyrano de Bergerac d'Edmond Rostand, Caligula d’Albert Camus (mise en scène Maurizio Scaparro) ou encore d’œuvres de Shakespeare, Marlowe, Jonson, Plaute et Alfred de Musset.
Il collabore avec la RAI (réseau public de radio télévision en Italie) au titre de responsable ou de consultant pour la radio et la télévision non seulement de programmes culturels (L'occhio sul teatro et Magico e nero pour Videosapere) mais aussi de programmes plus “populaires” (Cararai, Cronache del cinema e del teatro, Obbiettivo Europa et Cineteatro).
Durant sa vie, il est aussi envoyé spécial et rédacteur pour des quotidiens et des périodiques, critique et éditeur en chef de rubriques culturelles, codirecteur des magazines Fiera et Achab, auteur de monographies pour revues spécialisées comme Medioevo et Ulisse 2000.
Il est souvent l’invité de programmes radio et participe à de nombreuses émissions sur les chaines de télévision publiques et privées, comme Stargate, Voyageur, Unomattina, Maurizio Costanzo show, Top secret et SpecialestoriaTG1.